# Sonning
Sonning – wieś w Anglii, w hrabstwie ceremonialnym Berkshire, w dystrykcie (unitary authority) Wokingham. Leży 5 km na północny wschód od centrum miasta Reading i 55 km na zachód od centrum Londynu.